# Microsoft Azure
Microsoft Azure (anteriormente Windows Azure y Azure Services Platform) es la plataforma de computación en la nube creado por Microsoft para construir, probar, desplegar y administrar aplicaciones y servicios utilizando su infraestructura global. Proporciona software como servicio (SaaS), plataforma como servicio (PaaS) e infraestructura como servicio (IaaS) y es compatible con muchos lenguajes, herramientas y marcos de programación diferentes, incluidos software y sistemas específicos de Microsoft y de terceros.
Azure fue anunciado en octubre de 2008, comenzó con el nombre en clave "Project Red Dog" y publicado el 1 de febrero de 2010 como "Windows Azure" antes de ser rebautizado como "Microsoft Azure" el 25 de marzo de 2014.

## Implementación
Microsoft Azure utiliza un sistema operativo especializado, llamado de la misma forma, para correr sus "capas" (en inglés “fabric layer”) — un cluster localizado en los servidores de datos de Microsoft que se encargan de manejar los recursos almacenados y procesamiento para proveer los recursos(o una parte de ellos) para las aplicaciones que se ejecutan sobre Microsoft Azure.
Microsoft Azure se describe como una “capa en la nube” (en inglés "cloud layer") funcionando sobre un número de sistemas que utilizan Windows Server, estos funcionan bajo la versión 2008 de Windows Server y una versión personalizada de Hyper-V, conocido como el Hipervisor de Microsoft Azure que provee la virtualización de los servicios. La capa controladora de Microsoft Azure se encarga de escalar y de manejar la confiabilidad del sistema evitando así que los servicios se detengan si alguno de los servidores de datos de Microsoft tiene problemas y a su vez maneja la información de la aplicación web del usuario dando como ejemplo los recursos de la memoria o el balanceo del uso de esta.

## Copias de seguridad
Dado que la tecnología puede fallar, Windows ofrece una manera de proteger la información importante con una copia de seguridad automática dentro de un servicio de almacenamiento. Las copias de seguridad quedan cifradas antes de la transmisión y se almacenan cifradas en Microsoft Azure. Estas copias de seguridad están fuera de sitio, lejos de su centro de datos, lo que reduce la necesidad de asegurar y proteger los medios de copia de seguridad en el lugar.
La administración de copias de seguridad en la nube usa herramientas de copia de seguridad conocidas en Windows Server, Windows Server Essentials, o el Administrador de System Center Data Protection. Estas herramientas proporcionan experiencias similares al configurar, supervisar y recuperar copias de seguridad ya sea en el disco local o el almacenamiento de Microsoft Azure, o puede utilizar el software propio del agente. Después de que los datos se copian a la nube, los usuarios autorizados pueden recuperar fácilmente copias de seguridad de cualquier servidor.  También se pueden utilizar Copias de seguridad incremental para asegurar el uso eficiente de almacenamiento y un menor consumo de ancho de banda, al mismo tiempo que permite la recuperación de punto en el tiempo de varias versiones de los datos.

## Servicio de Microsoft Azure
Dentro de la plataforma, el servicio de Windows Azure es el encargado de proporcionar el alojamiento de las aplicaciones y el almacenamiento no relacional. Dichas aplicaciones deben funcionar sobre Windows Server 2008 R2. Pueden estar desarrolladas en .NET, PHP, C++, Ruby, Java.
Además del servicio de ejecución, dispone de diferentes mecanismos de almacenamiento de datos: tablas NoSQL, blobs, blobs para retransmisión en directo, colas de mensajes o controladores NTFS para operaciones de lectura / escritura a disco.

### Características de Microsoft Azure
- Proceso: el servicio de proceso de Microsoft Azure ejecuta aplicaciones basadas en Windows Server. Estas aplicaciones se pueden crear mediante .NET Framework en lenguajes como C# y Visual Basic, o implementar sin .NET en C++, Java y otros lenguajes.[4]
- Almacenamiento: objetos binarios grandes (blobs) proporcionan colas para la comunicación entre los componentes de las aplicaciones de Windows Azure y ofrece un tipo de tablas con un lenguaje de consulta simple.[4]
- Servicios de infraestructura: posibilidad de desplegar de una forma sencilla máquinas virtuales con Windows Server o con distribuciones de Linux.
- Controlador de tejido: Microsoft Azure se ejecuta en un gran número de máquinas. El trabajo del controlador de tejido es combinar las máquinas en un solo centro de datos de Microsoft Azure formando un conjunto armónico. Los servicios de proceso y almacenamiento de Microsoft Azure se implementan encima de toda esta eficacia de procesamiento.[4] * Red de entrega de contenido (CDN): el almacenamiento en caché de los datos a los que se accede frecuentemente cerca de sus usuarios agiliza el acceso a esos datos.[4]
- Connect: organizaciones interactúan con aplicaciones en la nube como si estuvieran dentro del propio firewall de la organización.[4]
- Administración de identidad y acceso: La solución Active Directory permite gestionar de forma centralizada y sencilla el control de acceso y la identidad. Esta solución es perfecta para la administración de cuentas y la sincronización con directorios locales.[5]

### Azure Platform Componentes
- Microsoft Azure Compute es una plataforma para hospedar y administrar aplicaciones en los centros de datos de Microsoft. Una aplicación de Microsoft Azure consta de uno o varios componentes denominados ‘roles.’ Los roles pueden ser de tres tipos: rol web, rol de trabajo y rol de máquina virtual (VM).[6]
- Microsoft Azure Storage tiene servicios de básicos como parte de la cuenta de almacenamiento de Microsoft Azure. Los blobs, tablas y colas están accesibles a aplicaciones o instancias de aplicaciones simultáneamente.[7]
- Microsoft SQL Azure es un servicio de base de datos en la nube basado en las tecnologías de SQL Server. Los servicios de SQL Azure incluyen: Base de datos SQL Azure, SQL Azure Reporting y SQL Azure Data Sync Aspectos destacados de la base de datos de SQL Azure.[8]
- Content Delivery Network (CDN) de Microsoft Azure coloca copias de los datos cerca de donde estos se encuentran. La CDN de Microsoft Azure entrega actualmente muchos productos de Microsoft, como Windows Update, vídeos de Zune y Bing Maps, que los clientes conocen y usan todos los días. Gracias a la incorporación de la CDN a los servicios de Microsoft Azure, ahora esta red a gran escala está disponible a todos los usuarios de Microsoft Azure.[9]
- Azure AppFabric El servicio de Appfabric (en fase beta se llamaba .NET Services) ofrece diferentes servicios para aplicaciones. Los servicios de autenticación, autorización y mensajería permiten la comunicación segura entre aplicaciones y servicios desplegados tanto en la nube y en local. Los diferentes servicios que ofrece el servicio de AppFabric se pueden dividir en dos grandes bloques: AppFabric Service Bus y AppFabric Access Control.[10]
- Azure Market Place es un mercado en línea global compartir, comprar y vender aplicaciones SaaS completas y conjuntos de datos. La sección de datos de Microsoft Azure Marketplace incluye datos, imágenes y servicios Web en tiempo real de proveedores de datos comerciales, líderes en el sector y orígenes de datos públicos acreditados.[11]
- Azure Virtual Network es una serie de funciones de red. Microsoft Azure Connect es la primera característica de Azure Virtual Network que configura la conectividad de red basada en IP entre recursos locales y de Microsoft Azure. Microsoft Azure Traffic Manager equilibra la carga del tráfico en servicios hospedados.[12]

### Azure Local
Es una solución de infraestructura hiperconvergente (HCI) que se ejecuta localmente, lo que permite el funcionamiento de máquinas virtuales, contenedores y servicios seleccionados de Azure en un entorno conectado a la nube.

## Controversias
Microsoft Azure ha enfrentado fuertes críticas por parte de defensores y activistas de derechos humanos en el marco de la campaña "No Azure for Apartheid", que acusa a la compañía de brindar servicios de nube e inteligencia artificial a entidades involucradas en políticas represivas, particularmente en los territorios palestinos ocupados.  Los críticos argumentan que la tecnología de Azure podría facilitar la vigilancia, el desplazamiento y la discriminación sistemática, estableciendo paralelismos con la complicidad histórica en los regímenes del apartheid.  Se han planteado preocupaciones similares sobre otros gigantes tecnológicos, como en el caso de la campaña "No Tech for Apartheid", pero los contratos gubernamentales y las alianzas militares de Microsoft la han sometido a un intenso escrutinio.  Los manifestantes exigen transparencia, supervisión ética y la rescisión de los contratos que puedan facilitar violaciones de derechos humanos. Microsoft ha defendido su cumplimiento del derecho internacional, pero sus oponentes insisten en que la mera adhesión legal es insuficiente cuando las tecnologías podrían exacerbar la opresión. El debate refleja tensiones más amplias entre las ganancias corporativas, la ética tecnológica y la rendición de cuentas en zonas de conflicto.

## Cronología
Octubre de 2008 (PDC LA)  
- Se anuncia Windows Azure
- Primer CTP en Windows Azure

Marzo de 2009  
- Se anuncia SQL Database Relational

Noviembre de 2009  
- Actualización CTP de Windows Azure
- Habilitación Full Trust PHP, Java, CDN CTP y más.
- Se anuncia VM Role, Proyecto Sidney, Precios y SLAs
- Proyecto “Dallas” CTP

Febrero de 2010 
- Versión comercial de la Plataforma Comercial de Windows Azure

Junio de 2010  
- Actualización de Windows Azure 
  - .NET Framework 4
  - Versiones de SO
  - CDN
- Actualización SQL Azure (Actualización de servicio) 
  - Bases de datos de 50GB
  - Soporte de datos espaciales
  - Soporte DAC

Octubre de 2010  
- Mejoras en la plataforma 
  - Rol de Máquina Virtual de Windows Azure
  - Mejoras de roles
  - Modo Administrador, Tareas de Inicio
  - Soporte completo-IIS
  - Instancias Extra Pequeñas
- Windows Azure Connect 
  - Acceso a los recursos on-premise para aplicaciones cross-premise
  - Soporte para Domain-joining VMs
  - Conexión directa rol-instancia para desarrollo más fácil
  - Utilizar las herramientas de administración remota existentes
- Mejora en experiencia Dev / IT Pro 
  - Nuevo portal Windows Azure de administración de plataforma
  - Múltiples usuarios y roles para la gestión
  - Escritorio remoto
  - Mejoras en Dev Tools
  - Desarrollo en PHP
  - Mercado de Add-in

Diciembre de 2011  
- Gestor de Tráfico
- Reportes de SQL Azure
- Planificador HPC

Junio de 2012  
- Sitios Web
- Máquinas virtuales para Windows y Linux (respaldados por el almacenamiento persistente)
- Python SDK
- Nuevo Portal
- Almacenamiento local redundante

Mayo de 2013  
- Servicios Móviles
- PHP 5.3
- Service Bus

Septiembre de 2013  
- Copia de seguridad de base de datos
- 30 MB Base de datos de SQL
- Escalado automático de sitios web

Octubre de 2013  
- Biztalk Services
- Copia de seguridad de sitios web

Noviembre de 2013  
- HDINSIGHT
- Caché
- PHP 5.5
- Visual Studio en línea

## Seguridad
Microsoft ha sido duramente criticada por sus prácticas negligentes en materia de ciberseguridad. En 2024, la Cyber Safety Review Board produjo un informe que culpó a Microsoft sobre una cascada de fallos de seguridad que permitieron intrusiones en sus sistemas y los de sus clientes. La cultura de seguridad de Microsoft se consideró inadecuada.

## Privacidad
Microsoft ha declarado que, según la Ley Patriota, el gobierno de los EE. UU. podría tener acceso a los datos incluso si la empresa alojada no es estadounidense y los datos se encuentran fuera de los EE. UU. Sin embargo, Microsoft Azure cumple con la Directiva de Protección de Datos de la UE (95/46/EC). Para manejar las preocupaciones relacionadas con la privacidad y la seguridad, Microsoft ha creado el Microsoft Azure Trust Center y Microsoft Azure tiene varios de sus servicios que cumplen con varios programas de conformidad, incluyendo ISO/IEC 27001 y HIPAA. Cabe destacar que el gobierno de los Estados Unidos ha concedido a Microsoft Azure la JAB Provisional Authority to Operate (P-ATO), de conformidad con las directrices establecidas en el Federal Risk and Authorization Management Program (FedRAMP), un programa del gobierno de los EE. UU. que proporciona un enfoque estandarizado para la evaluación de la seguridad, la autorización y la supervisión continua de los servicios en la nube utilizados por el gobierno federal.

## Interrupciones importantes
La siguiente es una lista de las interrupciones de Microsoft Azure y de las interrupciones del servicio. 
| Fecha      | Causa | Notas |
| ---------- | --- | --- |
| 2012-02-29 | Código incorrecto para calcular las fechas de los días bisiestos.                                        | |
| 2012-07-26 | Dispositivo de red mal configurado.                                                                      | |
| 2013-02-22 | Expiración de un certificado SSL.                                                                        | Xbox Live, Xbox Music y Video también se vieron afectados.                                                                                        |
| 2013-10-30 | Interrupción parcial del cómputo en todo el mundo.                                                       | |
| 2014-11-18 | La actualización de Azure storage causó una reducción de la capacidad en varias regiones.                | Xbox Live, Windows Store, MSN, Search, Visual Studio Online entre otros fueron afectados.                                                         |
| 2015-12-03 | Problemas de Directorio Activo.                                                                          | |
| 2016-09-15 | Interrupción global del DNS.                                                                             | |
| 2017-03-15 | Problemas en la capa de almacenamiento.                                                                  | |
| 2017-10-03 | Fallo en el sistema de incendios.                                                                        | |
| 2018-06-20 | Fallo del sistema de refrigeración.                                                                      | La región de Europa del norte experimentó 11 horas de inactividad                                                                                 |
| 2018-09-04 | Fallo del sistema de refrigeración debido a una protección inadecuada contra las sobretensiones (rayos). | Hizo caer numerosos servicios en múltiples regiones durante más de 25 horas, y algunos servicios permanecieron afectados hasta tres días después. |
| 2019-05-02 | Problema de migración del DNS.                                                                           | |
| 2020-03    | Enormes atascos de capacidad debidos a la pandemia de COVID 19                                           | |

## Aprendizaje
- Microsoft Virtual Academy: carrera gratuita de Windows Azure
- Microsoft Virtual Academy: carrera gratuita de Windows Azure Seguridad

## Downloads Oficiales
- Download Oficial de Windows Azure

- Datos: Q725967
- Multimedia: Microsoft Azure / Q725967